# Королець
Королець (Eopsaltria) — рід горобцеподібних птахів родини тоутоваєвих (Petroicidae). Представники цього роду мешкають в Австралії.

## Види
Міжнародна спілка орнітологів визнає два види:
- Королець жовтий (Eopsaltria australis)
- Королець західний (Eopsaltria griseogularis)

## Етимологія
Наукова назва роду Eopsaltria представляє сполучення слів дав.-гр. εως — світанок і ψαλτρια — співак.